# Staurikosaurus
A Staurikosaurus (jelentése „Dél Keresztje-gyík”) a korai dinoszauruszok egyik neme, amely a késő triász időszaki Brazíliában élt.

## Felfedezés
A Staurikosaurus első példánya a Santa Maria Formációban levő Paleontological Site Jazigo Cinco nevű lelőhelyről került elő, ami a dél-brazíliai Rio Grande do Sulban levő Paleorrota geopark területén található. A nem neve a brazil címerben szereplő, és csak a déli félgömbről látható Dél Keresztje csillagképre utal – ugyanis 1970-ben, amikor a Staurikosaurust leírták, a déli félgömbön talált dinoszaurusz-leletek még ritkaságnak számítottak. A fajt a brazil őslénykutató, Llewellyn Ivor Price tiszteletére nevezték el. A leírást az Amerikai Természetrajzi Múzeum (American Museum of Natural History) kutatója, Edwin Harris Colbert készítette el. A Staurikosaurus maradványainak ritkasága arra utalhat, hogy nem volt gyakori állat, illetve hogy erdős területen élt, ahol a fosszilizáció ritkán megy végbe.

## Anatómia

A Staurikosaurus és az ember méretének összehasonlítása

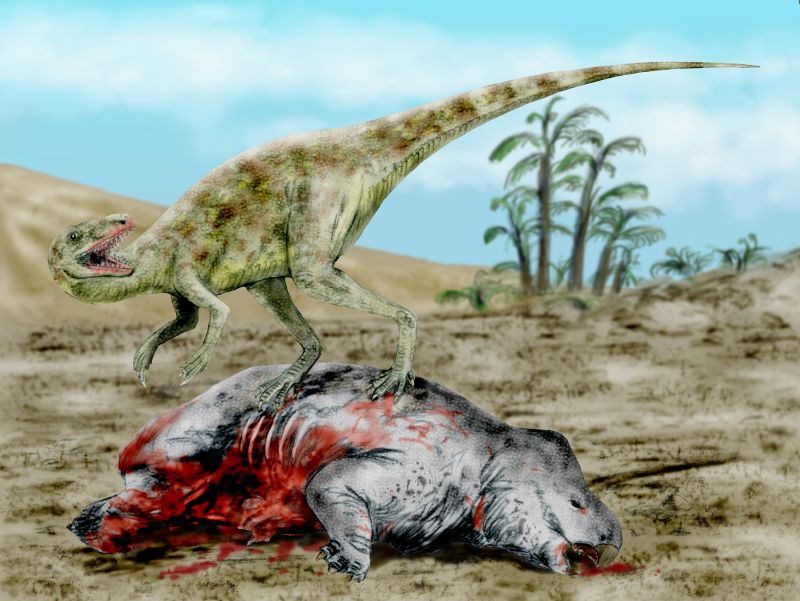
A Staurikosaurus pricei rekonstrukciója

A Staurikosaurus egy kisméretű theropoda volt, amely a késő triász időszakban, 225 millió évvel ezelőtt, a karni korszakban élt. Az egyik legkorábbi ismert dinoszaurusznak számít. 2 méteres hosszával, 80 centiméteres magasságával és 30 kilogrammos tömegével a Staurikosaurus aprónak tűnik az olyan későbbi theropodákhoz képest, mint a Megalosaurus.  Az újabb kutatások igazolni látszanak azt, hogy a Staurikosaurus és a rokonságába tartozó Eoraptor és Herrerasaurus valódi theropodák voltak, melyek a sauropoda és theropoda fejlődési vonalak szétválása után fejlődtek ki.
A Staurikosaurus nagyon töredékes fosszilis rekordja többnyire a gerinc, a lábak és a nagy állkapocs darabjaiból tevődik össze. Mivel a dinoszauruszok történetének korai szakaszából származik, és emiatt elég kezdetleges, a Staurikosaurus legtöbb egyéb jellemzője is kezdetlegesként rekonstruálható. Például a Staurikosaurust rendszerint öt kéz- és lábujjal ábrázolják – melyek egy specializálatlan dinoszaurusz igen egyszerű jellegzetességei. De mivel a lábak felépítése is ismert, látható, hogy a Staurikosaurus a méretéhez képest elég gyors futó volt. Emellett a medencéjéhez csak két csigolya kapcsolódott, határozottan kezdetleges elrendezésben. A farok hosszú és az egyensúlyozáshoz vékony volt – a későbbi sauropodák a tömegükhöz viszonyítva nagyobb, rövidebb farokkal rendelkeztek.

## Fordítás
- Ez a szócikk részben vagy egészben a Staurikosaurus című angol Wikipédia-szócikk ezen változatának fordításán alapul.  Az eredeti cikk szerkesztőit annak laptörténete sorolja fel. Ez a jelzés csupán a megfogalmazás eredetét és a szerzői jogokat jelzi, nem szolgál a cikkben szereplő információk forrásmegjelöléseként.